# Pastos
Los pastos son una etnia indígena americana, que habitaban junto con los quillacingas en la franja andina de lo que actualmente es el departamento de Nariño, al sur de Colombia, y la provincia de Carchi, al norte de Ecuador.

## Características

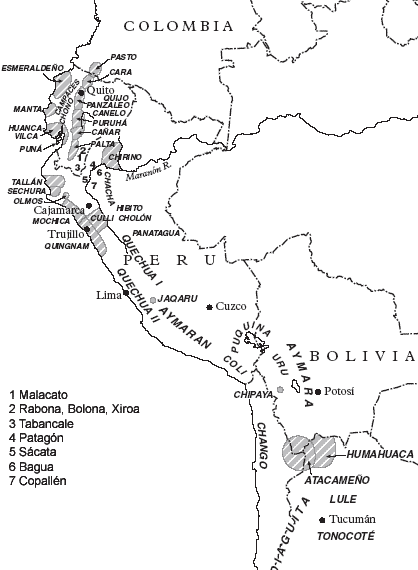
Lenguas preincaicas en el siglo. La lengua pasto es la más septentrional.

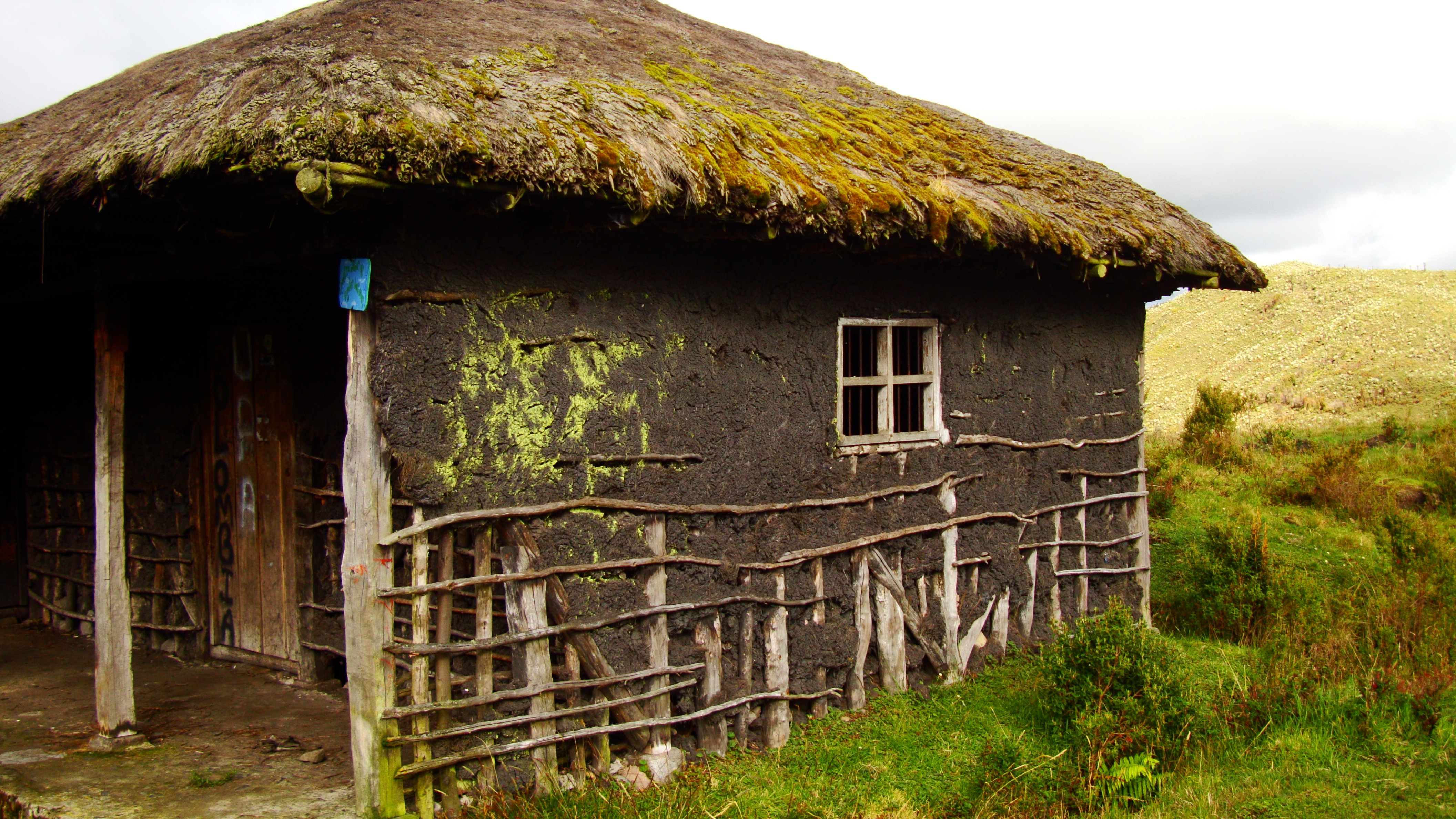
Casa tradicional de la etnia pasto, en Chiles (Nariño).

El nombre pasto podría ser una adaptación española de pasto awá o ‘gente escorpión’. Los pastos estuvieron bajo dominación del Imperio incaico, poco antes de la llegada de los españoles. En la última década del siglo XV, los pastos se enfrentaron al inca Huayna Capac, quien desde Quito decidió lanzar una campaña para conquistar el territorio pasto. Es posible que pasto awá, que significa ‘gente escorpión’, sea una imagen surgida para referir que Huayna Cápac les "quiso pisar la cabeza y lo picaron con la cola", pues al ocupar el imperio la zona del actual Ipiales, los pastos se refugiaron en la cordillera occidental y lograron expulsar a los ocupantes. Los incas prefirieron entonces avanzar por el piedemonte amazónico a través del territorio de los cofán, pero finalmente fueron los españoles los que controlaron la región y fue el pueblo awá quien logró preservarse de la dominación en las selvas de la vertiente del Pacífico colombiano, en tanto los pastos finalmente dejaron de hablar su idioma

## Demografía
Los pastos eran la tribu más numerosa en la zona interandina de Nariño y la más organizada e industriosa. Tenían mercados y comercio organizado que ellos pagaban con oro y mantas, pues cultivaban y trabajaban con esmero el algodón. En 1558, según la visita del oidor de la Real Audiencia de Quito, García de Valverde, los pueblos de los Pasto tenían en promedio 488 familias. De su lengua se sabe muy poco, con excepción de los nombres de lugares y personas. Al llegar los españoles su población se calcula en 23.000 personas.
En el departamento de Nariño se reconocen como pastos a los indígenas pertenecientes a los resguardos indígenas de Mayasquer, Panan, Chiles, Cumbal, Cuaspud, Aldana, Ipiales, San Juan, Potosí, Males, Yaramal, Puerres, Funes, Iles, Imués, Calcán, Túquerres, Puerres,Guaitarilla, Yascual, Guachaves, Mallama, Colimba, Muellamués, Guachucal y Sapuyes. También se encuentran comunidades pastos en el departamento de Putumayo y en la provincia de Carchi (Ecuador).
En 2005 la población Pasto censada por el DANE fue de 129.801 personas, siendo los municipios de Ipiales, Cumbal y Córdoba los de mayor número de habitantes indígenas pastos.

## Los pastos y los awá
Tomás Hidalgo, a partir de un vocabulario recolectado en Muellamués, y Sergio Elías Ortiz, han propuesto la relación cercana de la lengua de los pastos con el cuaiquer, kwaiker o Awá pit, de la familia Barbacoas, además de una influencia notoria del quechua, explicable por demás, considerando la contigüidad con el Imperio incaico, que incluso se asentó transitoriamente en la región hacia 1492 y levantó un fortín, aún visible, en Males, hoy municipio de Córdoba.